# سیارک ۱۶۱۱۶
سیارک ۱۶۱۱۶ (به انگلیسی: 16116 Balakrishnan، نامگذاری:1999XQ29) شانزده هزار و صد و شانزدهمین سیارک کشف شده‌است که در ۶ دسامبر ۱۹۹۹ کشف شد.
قدر مطلق سیارک برابر ۱۵.۵ است.